# Ерсека
Ерсека (алб. Ersekë/Erseka, арум. Urseca) — невелике містечко на південному сході Албанії з населенням 3 746 чол. (2011) Засноване у XVII столітті, Ереска є столицею округу Колонья. Воно розташоване біля підніжжя гори Грамоз (2520 м), на висоті 1050 метрів у висоту, що робить його одним з найвищих міст в Албанії.

## Історія
Місцевість була заселена племенами ще у часи Стародавньої Греції.
Історія міста почалася у XVII столітті. У 1785 р. тут жили близько 100 сімей. У 1914 році воно перейшло під контроль сил Північного Епіру.

## Культура, музика і мистецтво
У Центрі Fan Stilian Noli проходить кілька художніх і культурних шоу протягом року. У цьому головному театрі на 400 місць проводяться виступи різних груп з Корчі, Тирани і місцевих художників. В етнографічному музеї також знаходиться колекція традиційних костюмів, текстильних виробів та інших ремесел, унікальних для регіону.

## Спорт
Крім культурних заходів, місто має свою власну футбольну команду KS Gramozi Ersekë і стадіон місткістю 6000 глядачів.

## Економіка
Місто відоме своїм виробництвом яблук та меду. Крім того, у регіоні ростуть численні лікарські рослини. Регіон має три пшениці заводи для фрезерування, у тому числі п'ять центрів для масового виробництва хліба.
Є 250 підприємств, зареєстрованих у муніципалітеті (6 будівельних фірм, 16 транспортних фірм, приватних автобусна компанія). Ерсека також славиться різьбленням по дереву та каменю і килимарством.

## Особистості
- Петро Доде (1924), політик